# Cange

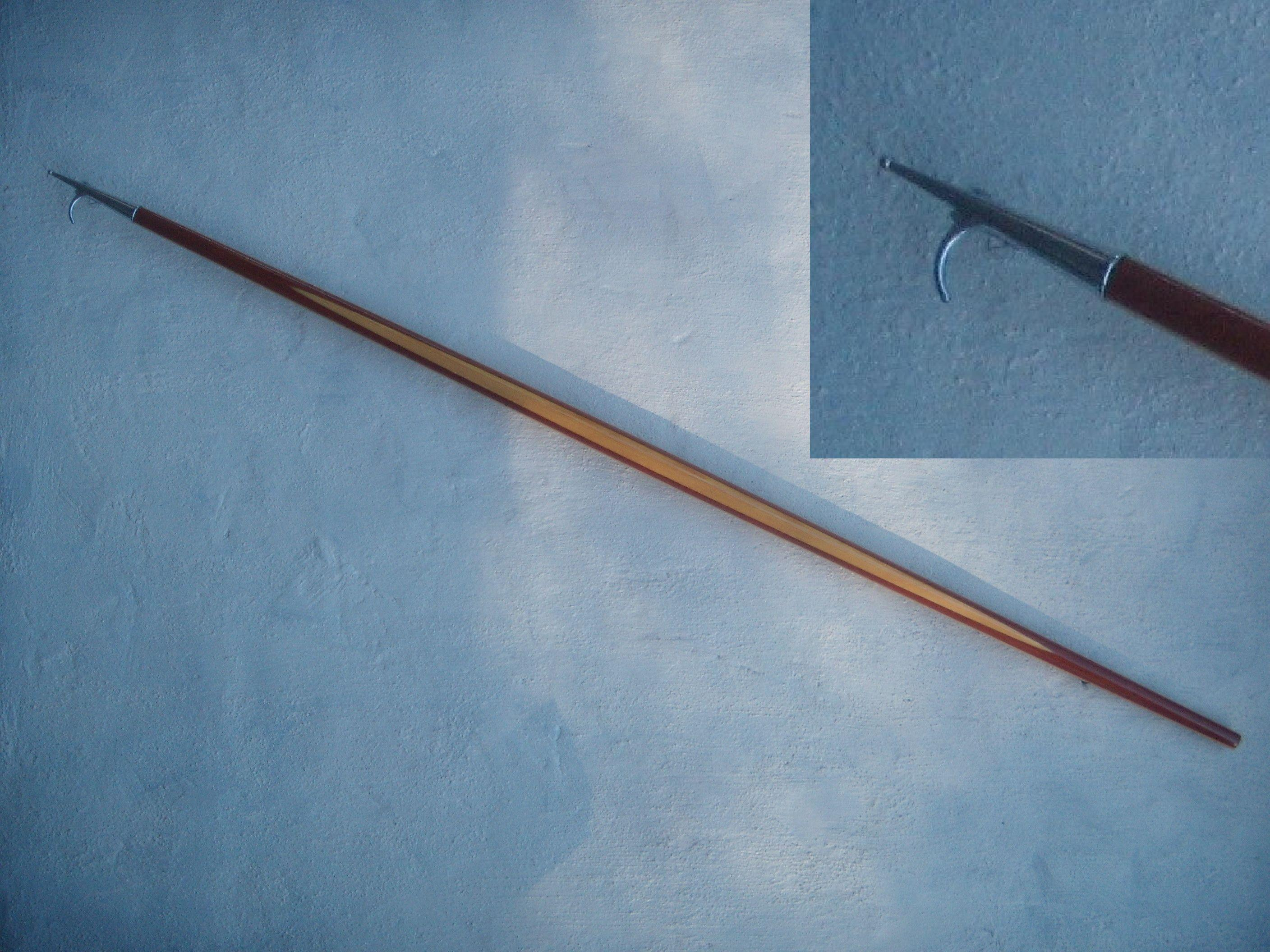
Cange pentru nave

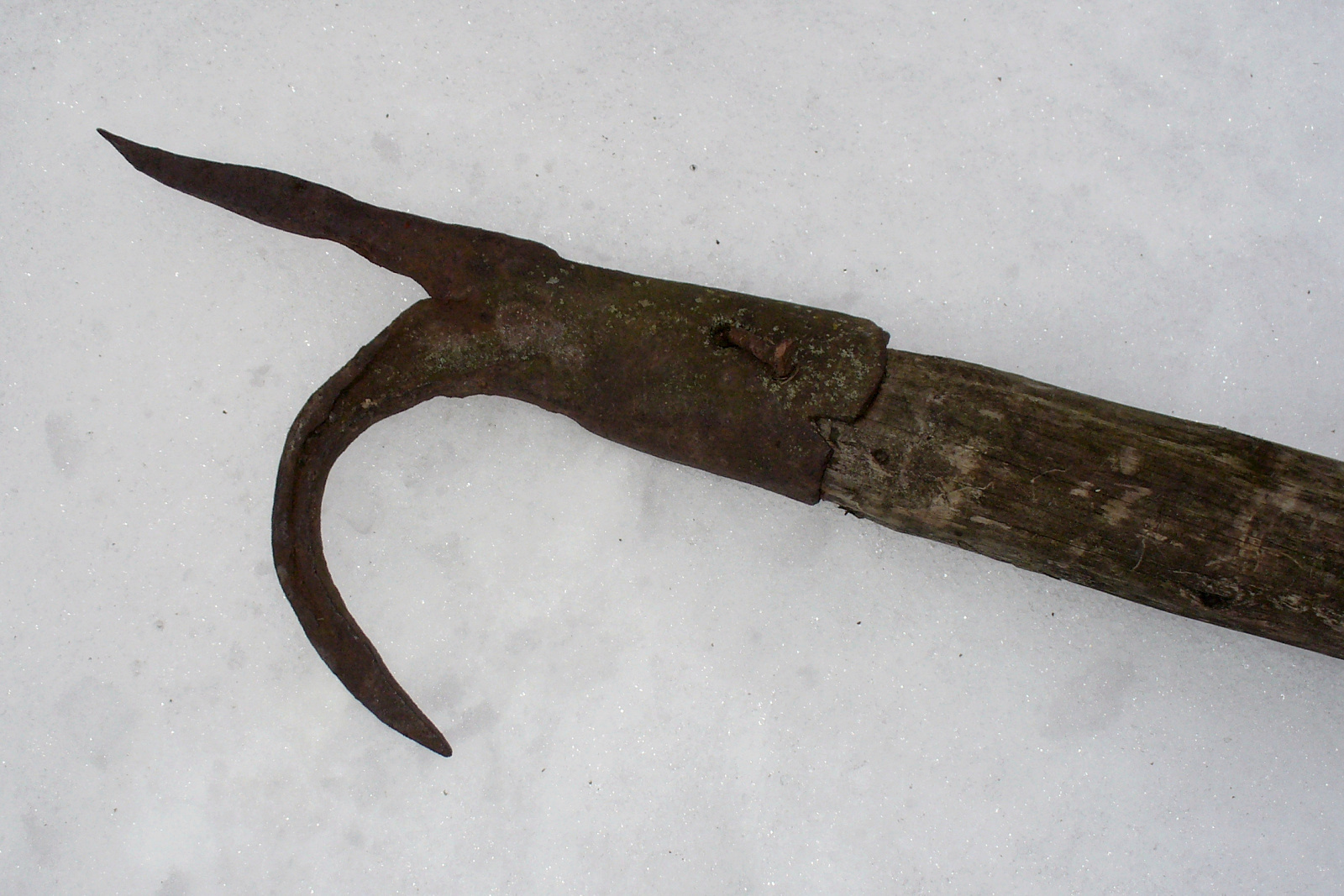
Cârligul unei cange

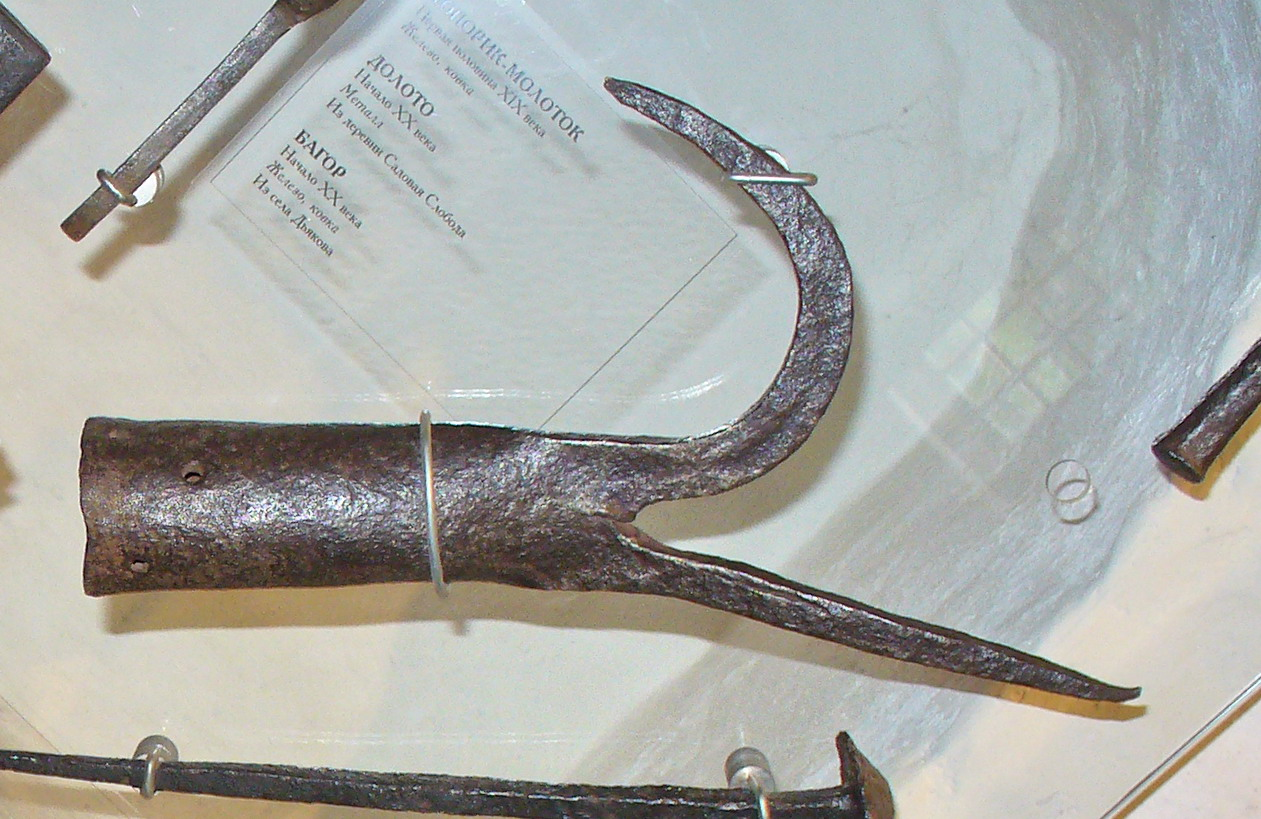
Cârligul unei cange

Cangea este un cârlig metalic cu coadă lungă din lemn, utilizată la apucarea sau îndepărtarea unor obiecte aflate la distanță.
Cangea este utilizată în marinărie la acostarea navelor mici sau la prinderea unui obiect de la distanță.

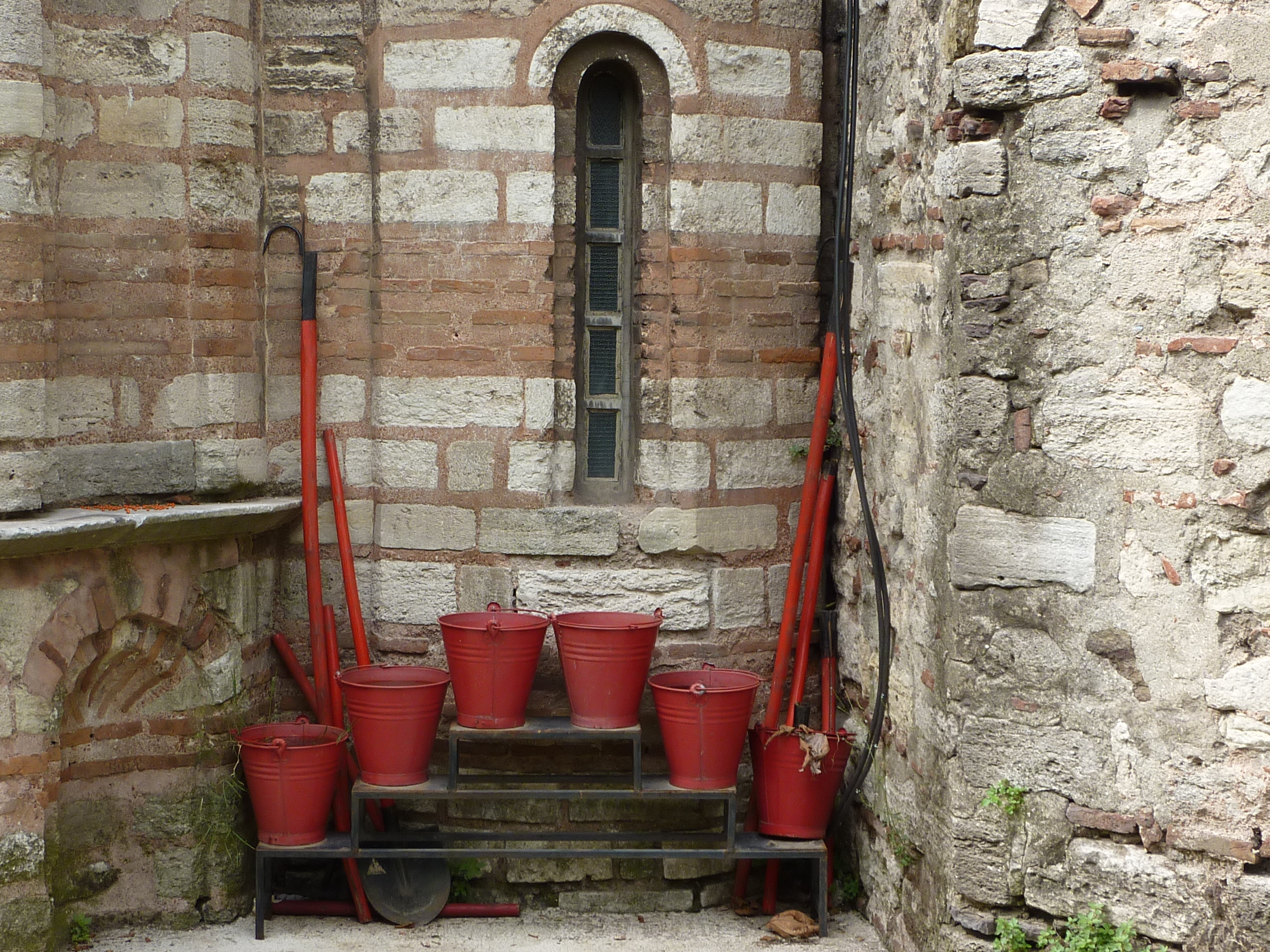
Căngi PSI la biserica Pammakaristos

Un tip aparte de cange este cangea PSI, care este folosită în timpul intervențiilor la incendii sau calamități naturale pentru demolarea unor elemente de construcții, pentru întreruperea alimentării cu energie electrică sau pentru evacuarea unor materiale. Aceasta de obicei este vopsită în roșu și se utilizează pentru degajarea elementelor de construcții avariate în operațiile de  stingere a incendiilor. Cârligul cangei este făcut din oțel forjat.

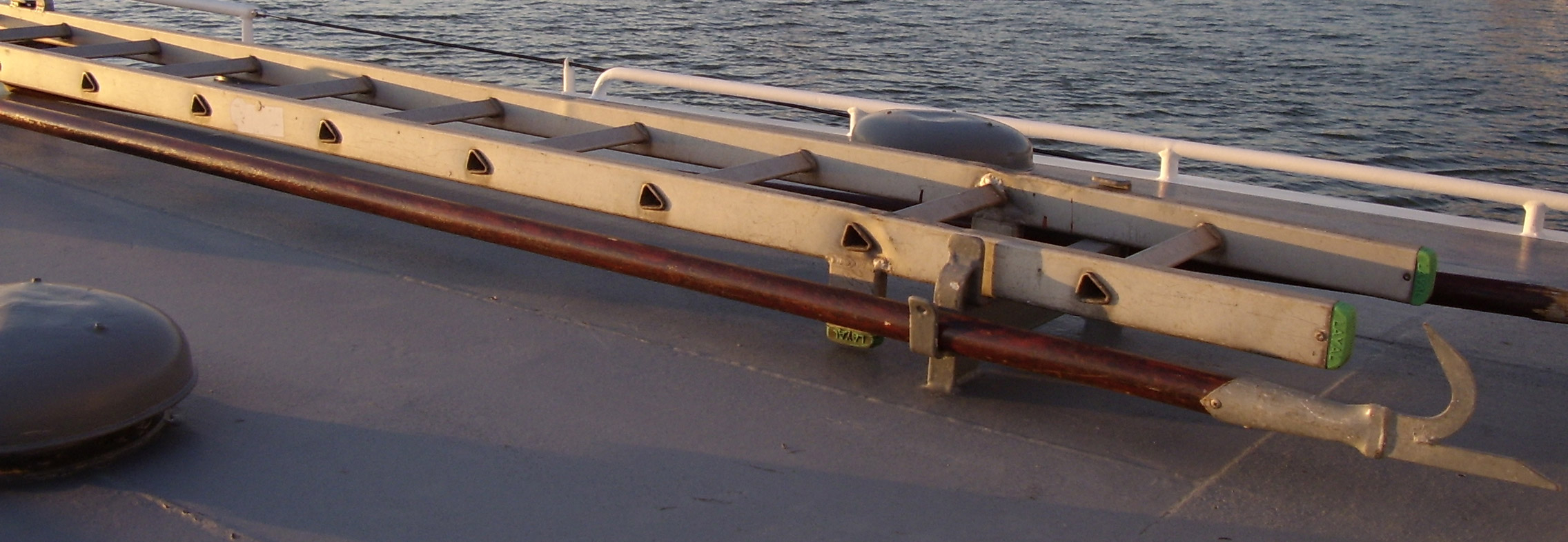